# イヌアミシダ
イヌアミシダ Mickelopteris cordata はイノモトソウ科に属する薄嚢シダ類の1種である。葉の形から、ハートファーンやバレンタインファーンとも俗称される。1種でイヌアミシダ属 Mickelopteris を構成する。
学名には混乱があり、かつては Hemionitis arifolia や Parahemionitis arifolia と呼ばれたこともあったが、そのタイプ標本が別種であるミミモチシダのものであることが明らかになり、現在では Mickelopteris cordata の学名が用いられる（#分類と学名を参照）。

## 形態
地上生。根茎は狭く黒っぽい鱗片に覆われ、短く直立する。中心柱は網状。
葉はやや二形を持ち、束生する。葉柄は褐色か暗紫色で、根茎と同様に鱗片が密生する。鱗片は褐色で、狭披針形。
胞子葉の葉柄は普通葉身より長く、6–18 cm（センチメートル）、太さは約1 mm である。特に、乾燥した灌木地ではほぼ等長であるが、密林の林床では2–3倍となる。葉身は葉柄に対し斜めに角度をなしてつく。葉身は単葉で、卵形、長楕円状卵形、または矛形。普通長さが3–6(–10) cm、幅は2–4(–6) cm で、顕著な心形の葉脚と円頭または鈍頭を持つ。葉身の向軸側は無毛で緑色、背軸側には小さく錐状の茶色い鱗片が疎に生え、褐色である。鱗片は主脈上でやや密。葉脈は網状。
胞子嚢群は褐色で葉脈に沿い、成熟すると背軸側全面に広がる。包膜は欠く。胞子は球状四面体形で、表面は鶏冠状。
染色体基本数は x = 30。2n = 120。

## 分布と生育環境
熱帯アジアに産する。分布する地域は、中国南部（海南省、雲南省）、台湾、インド（アーンドラ・プラデーシュ州、アッサム州、チャッティースガル州、カルナータカ州、ケララ州、マディヤ・プラデーシュ州、マハーラーシュトラ州、マニプル州、ミゾラム州、ナガランド州、オリッサ州、タミル・ナードゥ州、トリプラ州、西ベンガル州）、スリランカ、バングラデシュ、ミャンマー、タイ王国、ラオス、カンボジア、ベトナム、マレー半島、フィリピン、ジャワ島、小スンダ列島（スンバワ島）である。
密林にある沢の岩の隙間や湿った土壌に生育する。乾燥した灌木地や斜面に生えることもある。標高は 1000 m 以下。

## 分類と学名

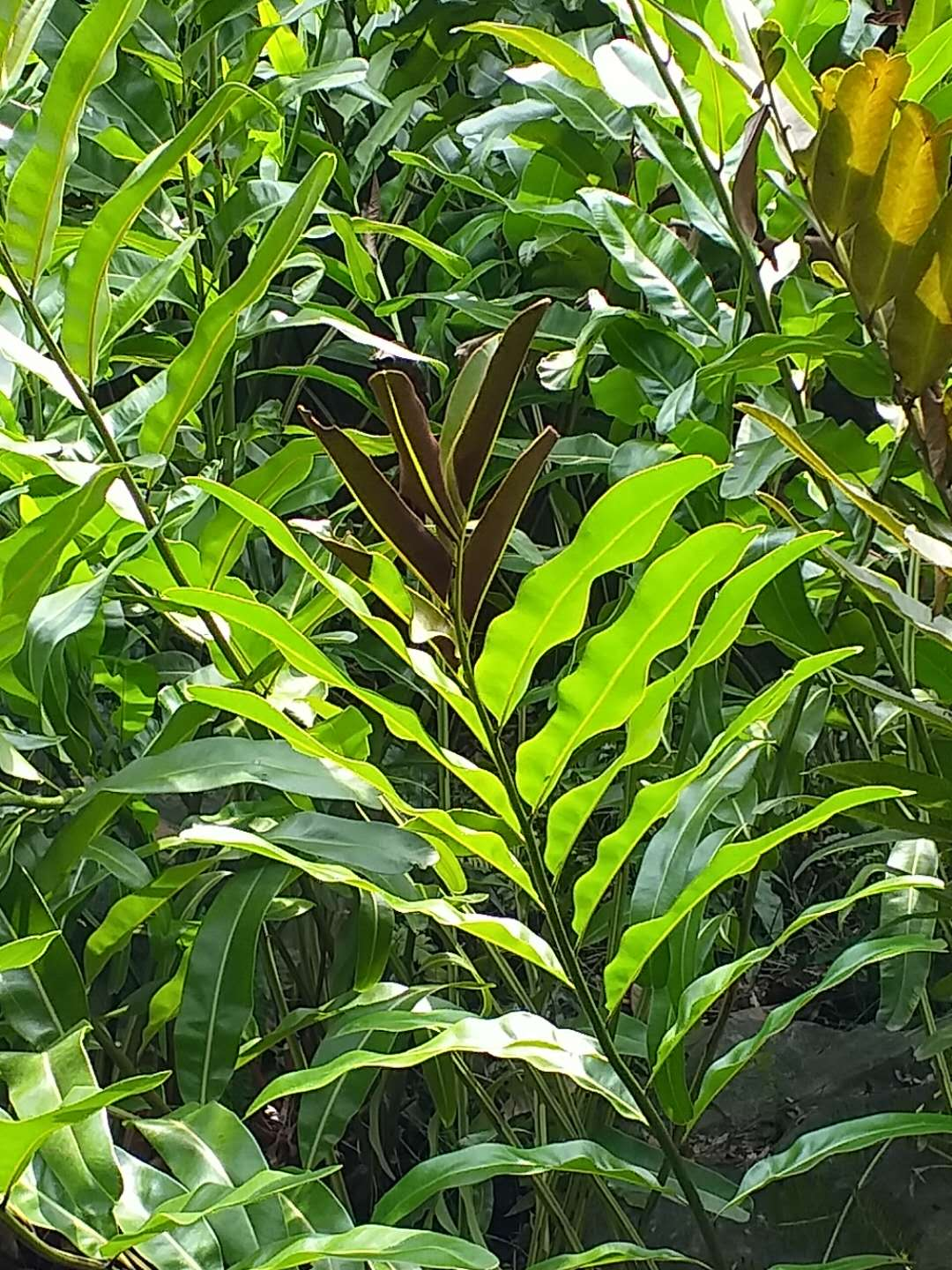
ミミモチシダ。成熟した個体の姿は大きく異なる。

本種ははじめ、1828年にヘミオニティス属の1種 Hemionitis cordata Roxb. ex Hook. & Grev. (1828) として記載された。
1859年にトーマス・ムーアは本種を、Asplenium arifolium Burm. f. (1768) としてニコラ・バーマンにより記載されていた種の異タイプ異名とし、学名を Hemionitis arifolia (Burm.f.) T.Moore (1859) とした。

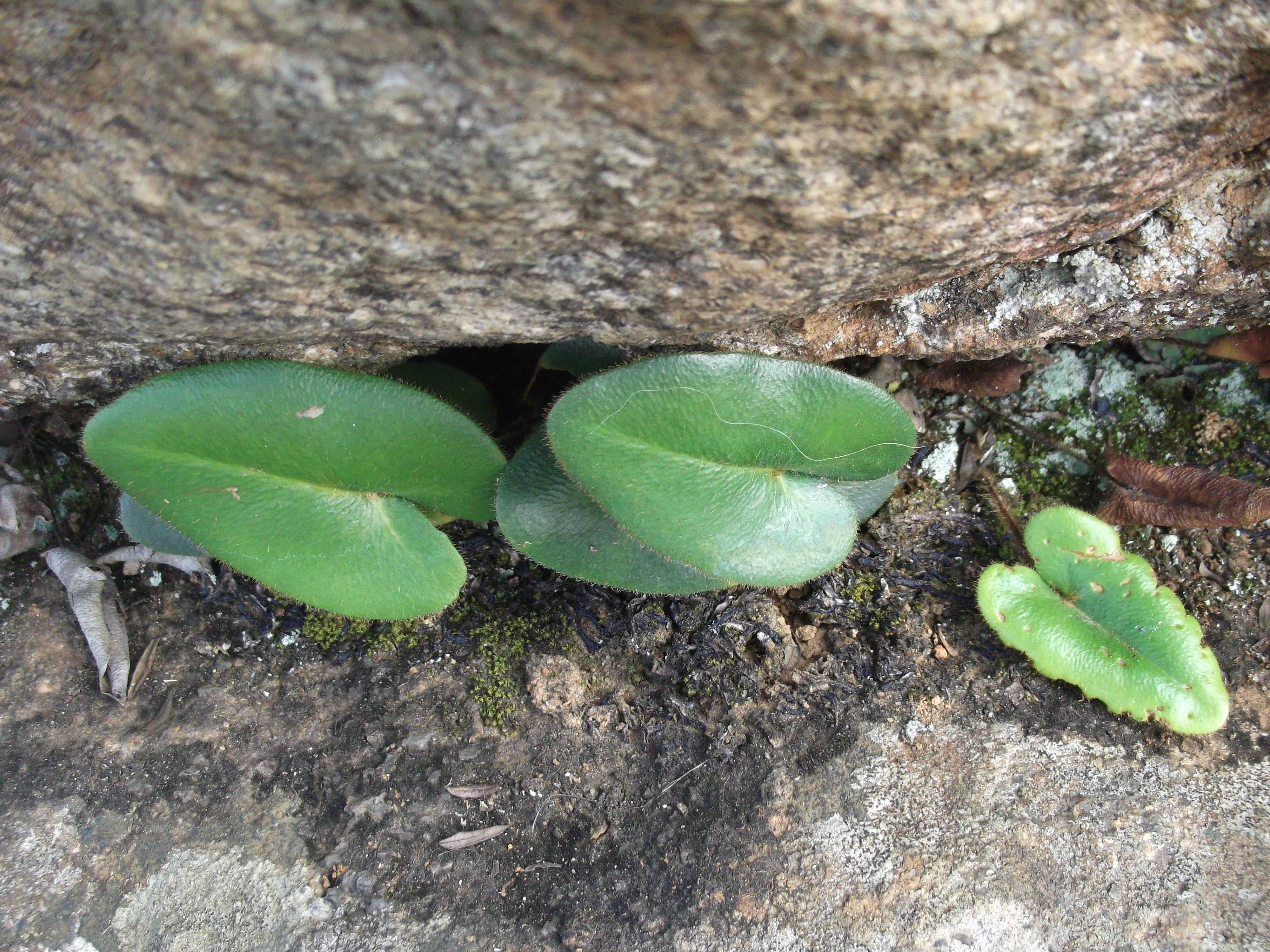
イヌアミシダの葉。

1974年、John Thomas Mickel はアメリカ大陸の Hemionitis とは形態や含有する化学物質（フラボノイド）が異なることから、本種を別属に移すべきだと指摘した。なお、この見解は分子系統解析によっても支持されている。これを踏まえ、1993年に Gopinath Panigrahi により単型属 Parahemionitis が設立された。Panigrahi はタイプ種を Asplenium arifolium Burm. f. (1768) としたため、本種は Parahemionitis arifolia (Burm.f.) Panigrahi とされた。そのため、PPG I (2016) ではこの学名が用いられていた。
Morton (1974) はジュネーヴのハーバリウムで、バーマンによるアノテーションのある腊葉標本を見つけ、これに"Typus"とラベルした。つまり、これが Asplenium arifolium のタイプ標本であると考えられた。しかし、この標本は Alston (1952) により、ミミモチシダ Acrostichum aureum の若い個体であると同定されていた。そのため、Asplenium arifolium は Hemionitis cordata のシノニムではなく、これをタイプとする属 Parahemionitis はミミモチシダに対して与えられてしまうこととなった。ただし、バーマンによる Asplenium arifolium の判別文である「耳状突起のある、深波状縁で卵形の単葉 (simple ovate auriculate sinuous frond)」とは異なり、この標本には耳状部も深波状縁もなく、Mazumdar (2015) によるとこの標本がタイプと看做せないとされる。
この問題を解決するために、以下の3つの方法が取られている。
1997年に Christopher R. Fraser-Jenkins は Panigrahi (1992) の属名は有効であるが、種形容語は有効でないとして、この種を Parahemionitis cordata とした。しかし、2016年に Fraser-Jenkins らはこの属を廃棄し、Hemionitis cordata Roxb. ex Hook. & Grev. (1828) をタイプ種として新属 Mickelopteris を設立した。そのため、本種は Mickelopteris cordata (Roxb. ex Hook. & Grev.) Fraser-Jenk. として扱われる。
また、分類学者によっては Hemionitis の範囲を広くとり、Hemionitis cordata Roxb. ex Hook. & Grev. (1828) とする立場もある。
一方 Mazumdar (2015) は Panigrahi (1992) の名付けた Parahemionitis arifolia を有効にするために、Rheede (1693:21) の図版を Asplenium arifolium のレクトタイプに、インドの西ベンガル州から採られた標本をエピタイプに指定した。そしてこの学名とタイプの保存が提案されている。これが認められれば、学名は Parahemionitis arifolia となる。

## 人間との関係
「ハートファーン」や「バレンタインファーン」として栽培される。